# Dru Down
Dru Down es un rapero de principios de los 90 nacido en Oakland, California. Su tema "Ice Cream Man" del álbum Explicit Game tuvo éxito entre el público underground pero "Pimp of the Year" (en ocasiones renombrado como Mack of the Year), del mismo álbum, triunfó más en el mainstream. En su siguiente disco también tuvo éxito con "Can You Feel Me", y actuó con Spice 1, E-40 y Shock G en una versión del tema "I Got 5 On It", de The Luniz. También colaboró con su amigo 2Pac en "All About You". 
Además, Dru Down apareció en la película Original Gangstas (también conocida como Hot City) en 1996, y en 2001 grabó una película llamada Hip Hop & Porn Stars. Dru Down ha firmado con Smoke-A-Lot Records, del rapero Yukmouth, y posee su propio sello discográfico; Pimp-On Records. En el verano de 2006, Dru lanzará su cuarto álbum, "Chronicles of a Pimp", bajo Pimp-On/Smoke-A-Lot Records.

## Discografía

### Álbumes de estudio
- 1994: Explicit Game
- 1996: Can You Feel Me
- 2001: Pimpin' Phernelia
- 2002: Gangsta Pimpin'
- 2006: Cash Me Out (con Lee Majors)

### Sencillos
- 1994: "Pimp of the Year"
- 1994: "Ice Cream Man" (feat. Luniz)
- 1995: "No One Loves You"
- 1996: "Can You Feel Me"
- 1997: "Baby Bubba" (feat. Bootsy Collins)

- Datos: Q5308753